# 工芸茶
工芸茶（こうげいちゃ）は、1980年代-90年代の中国で考案された再加工茶。ジャスミンの蕾で香りづけを行うものもあり、ジャスミン茶の一形態としても分類できる。ただし、近年の通常生産では香りづけのないものが大多数である。
工芸茶は見た目を楽しむために透明なポットで淹れるが、熱湯の中に工芸茶の玉を入れると花の蕾が開くように茶葉が開いて中の花が咲き、完全に開くと花がゆっくりと沈んでいくものが一般的である。

## 工芸茶の産地と歴史
中国福建省北部の福安市や福鼎市などを中心とした茶葉加工工場で生産される。主に白茶をベースに、千日紅や百合、ジャスミンなど、茶葉の中に乾燥した花を糸で編み入れる。成型後、手の込んだものはジャスミンのつぼみで香りづけが行われる。安徽省の黄山の緑茶を使った造形茶が原型とされるが、白茶ベースに花で香りづけをする量産体制をとり、ジャスミン茶と同様に再加工茶として工芸茶を商品化したのは福建省の茶業界である。
18世紀後半から福建北部の白茶は欧米向けの紅茶原材料として有名だったが、アヘン戦争以降の中国の衰退、20世紀の世界大戦や文化大革命などの混乱を経て、茶産業の立て直しの気運の中で新しい輸出茶として開発されたのが工芸茶である。アジア、アメリカ、ロシア等海外への輸出が多く、2000年代の中頃に生産の最盛期を迎えた。

## ジャスミンの香りづけ（窨制）
高品質の茉莉花茶では、摘みたての茉莉花の蕾/花で香りづけが行われる。この工程を中国では窨制(xunzhi)と呼んでいるが、工芸茶においてもこの窨制の技術が活かされた。
ただし、2010年代になってからは、福建省での茉莉花の減少と高騰により、窨制の工程でしっかり香りづけをされた工芸茶は稀少になっている。原材料の白茶もブランド化し、ジャスミン茶や工芸茶としてあえて手間暇をかけて窨制生産をしても、かえって中国国内市場での価値が下がってしまうという逆転現象も関係している。

## 母の日の工芸茶
日本では花の咲くお茶としてTV番組やネット通販等で知られ、特にカーネーションの咲く工芸茶が、母の日で人気となっている。ただし、衆目に触れる機会が増えるにつれ、雑貨店やアパレル店などでの取り扱いが目立つようになると、中国での生産事情の悪化もあり、流通している工芸茶の質は著しく低下している。きちんと香づけのされた良質な工芸茶は、中国茶専門店でも入荷不能の状態に陥っている。

## 工芸茶の現在
2010年以後、福建省でのジャスミンの生産減少、白茶の高騰化、生産者の茶業離れなどが原因で、年々品質の良い工芸茶の生産が難しくなっている。福建省の福安市や福鼎市などでも、高品質の白茶は、そのままでブランドとして価値が高くなり、「1年目は茶、3年で薬に、7年たつと宝になる」などと言われ、数年寝かせるヴィンテージ茶が流通するようになっている。ヴィンテージ用途以外でも、白茶の多くは中国内で消費の拡大している工夫紅茶の原材料として使われる傾向にある。
中国では、工芸茶は「工艺花茶（gongyihuacha）」と呼ばれるが、中国内での人気はなく、ほとんどが輸出用や、観光地での外国人向けのお土産として生産されている。中国でお茶好きの人も、工芸茶の存在自体を知らないことが多い。
福建省福州市においては、歴史のあるジャスミン茶は国の文化遺産、伝統技術の一つとして保護しようとする動きもあるが、工芸茶の歴史は浅く、中国内の認知度も低いので、文化的側面からのアプローチはない。